# Sarvepalli Radhakrishnan
Sarvepalli Radhakrishnan (5 de septiembre de 1888-17 de abril de 1975) fue un político, filósofo y académico indio que fue el segundo presidente de la India entre el 13 de mayo de 1962 y el 13 de mayo de 1967 y anteriormente  había sido vicepresidente de la India de 1952 a 1962.
Su filosofía se basó en el Advaita, reinterpretando esta tradición para una comprensión contemporánea. Defendió el hinduismo contra la "crítica occidental desinformada", contribuyendo a la formación de la identidad contemporánea de los indios. Ha sido influyente en la comprensión del hinduismo por parte de Occidente.

## Biografía
Radhakrishnan nació como Sarvepalli Radhakrishnayya  en una familia hindú telugu de Sarvepalli Veeraswami y Sithamma. Fue el cuarto hijo de seis hermanos (cinco hermanos y una hermana),  en Tiruttani del distrito de North Arcot en la antigua presidencia de Madrás (ahora en el distrito de Tiruvallur de Tamil Nadu). Su familia proviene de la aldea de Sarvepalli en el distrito de Nellore de Andhra Pradesh. Pasó sus primeros años en Thiruttani y Tirupati. Su padre era un funcionario de ingresos subordinado al servicio de un Zamindar local (terrateniente local). Su educación primaria fue en la escuela secundaria KV en Thiruttani. En 1896 se trasladó a la Escuela Evangélica Luterana de la Misión Hermansburg en Tirupati y a la Escuela Secundaria Superior del Gobierno, Walajapet.
En 1904, cuando solo tenía 16 años se casó en la ciudad de Vellore con Shiva Kamamma, con quien tuvo seis hijos, entre ellos el historiador Sarvepalli Gopal.
Se graduó en Filosofía en la universidad cristiana británica Madras Christian College. En 1921 fue nombrado profesor de Filosofía en la Universidad de Calcuta. En junio de 1926 viajó a Inglaterra, donde representó a esta universidad en el Congreso de Universidades del Imperio Británico y en septiembre de 1926 en el Congreso Internacional de Filosofía en la Universidad Harvard. A partir de 1929 fue profesor en la Universidad de Oxford (Inglaterra) y de 1931 a 1936 vicerrector de la Universidad de Andhra (en Visakhapatnam) y rector de la Universidad de Delhi. Desde 1936 fue profesor de Religiones Orientales y Ética en la Universidad de Oxford.
Al adoptar la independencia la India, en 1947, Radhakrishnan representó a su país en la Unesco y más tarde se convirtió en embajador en Rusia. También fue elegido para la Asamblea constituyente de la India.
En 1952, Radhakrishnan fue elegido primer vicepresidente de la India. En 1954 le fue concedida la Bharat Ratna (la joya de la India), máxima condecoración de su país. En 1956 falleció su esposa Sivakamamma, con quien estuvo casado más de 50 años. En 1962 fue elegido segundo presidente de la India (tres años, hasta 1967). En la India, su cumpleaños se celebra como el Día del Profesor.

## Filosofía y obra
Fue un gran estudioso de la filosofía y de las relaciones entre las distintas religiones; construyó un puente entre el pensamiento oriental y el occidental. Introdujo el idealismo occidental en las doctrinas indias y fue el primer estudioso de la importancia de proporcionar una amplia exégesis de la religión y de la literatura filosófica india en Occidente.
Escribió diversas obras sobre las tradiciones de la India, que se popularizaron en Occidente, entre ellas destacan Filosofía hinduista (1927) y Una visión idealista de la vida (1932).

Al igual que Shankara, él fue un exponente de una Realidad Suprema (Brahman o el Absoluto). Sarvepalli sostenía que el mundo sensible no es una ilusión y que un dios personal es un aspecto genuino de lo Absoluto.
«El uno se nos revela a muchos».
Ofreció argumentos a favor del idealismo monista y las intuiciones espirituales como forma válida de autoconocimiento mediante una disciplina ética y espiritual con meditación y el control de las pasiones.

### Otras obras

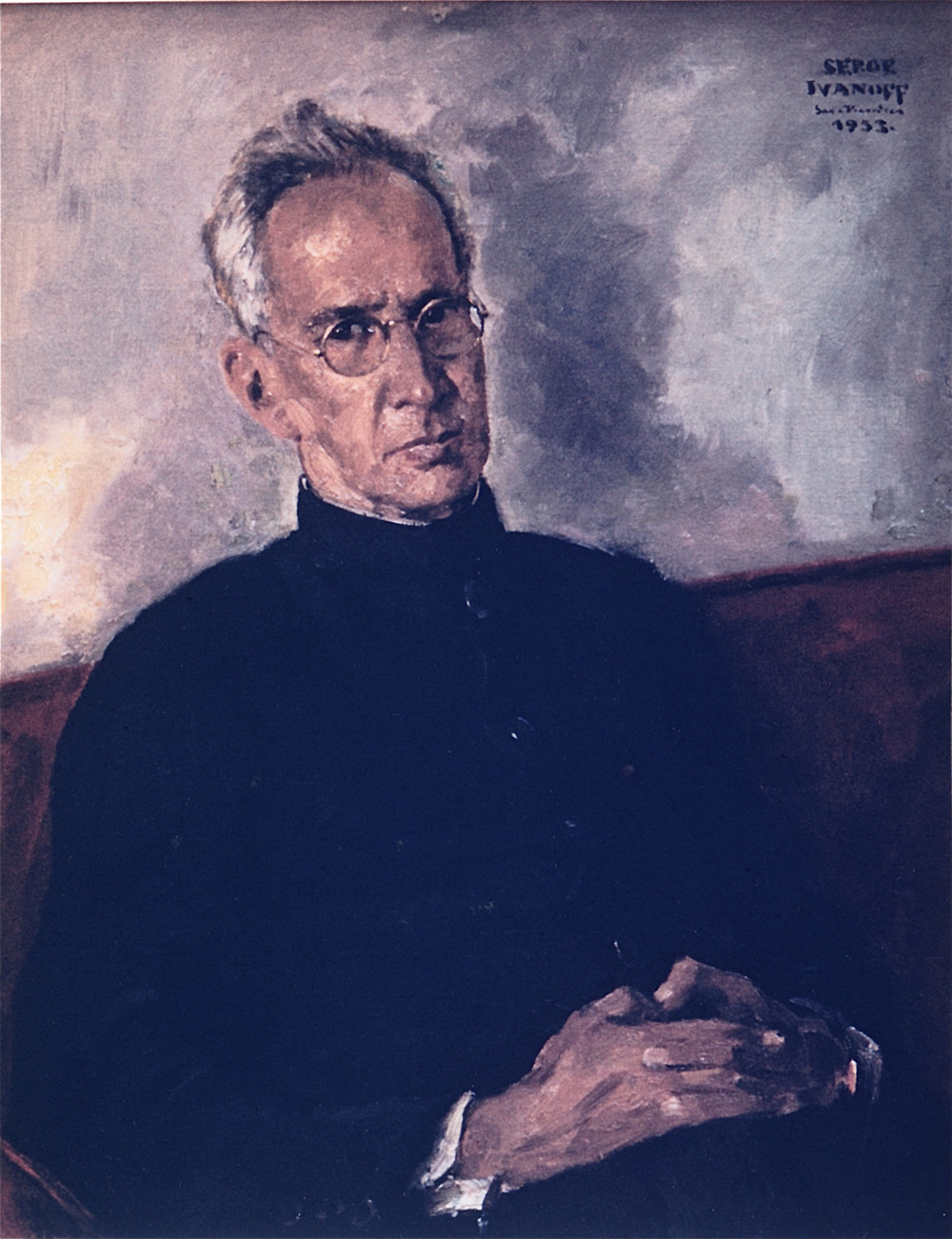
Portrait of Sarvepalli Radhakrishnan by Serge Ivanoff. 1953

- 1923-1927: Indian Philosophy (Filosofía india), 2 volúmenes.
- 1924: The Philosophy of the Upanishads (La filosofía de las Upanishades).
- 1932: An Idealist View of Life (Una visión idealista de la vida).
- 1939: Eastern Religions and Western Thought (Religiones orientales y pensamiento occidental).
- 1955: East and West: Some Reflections (Oriente y Occidente: algunas reflexiones).
- 1960: Brahma Sutra. The Philosophy of Spiritual Life (El Vedanta-sutra, la filosofía de la vida espiritual).

## Premios y honores

### Honores nacionales
- Bharat Ratna (1954)
- Caballero Bachiller (1931) [20]

### Honores extranjeros
- Orden del Águila Azteca, Collar (1954)[21]
- Pour le Mérite, Para las Ciencias y las Artes (1954)[22]
- Orden del Mérito, Miembro Honorario (1963)

### Otros galardones
- Un retrato de Radhakrishnan adorna la Cámara de la Rajya Sabha.[23]
- 1938: elegido miembro de la Academia Británica.
- 1947: elección como miembro permanente del Institut International de Philosophie.
- 1959: Placa Goethe de la ciudad de Fráncfort.
- 1961: Premio de la Paz del Comercio Librero Alemán.
- 1962: Institución del Día del Profesor en la India, que se celebra anualmente el 5 de septiembre, día del cumpleaños de Radhakrishnan, en honor a la creencia de éste de que "los profesores deben ser las mejores mentes del país".
- 1968: Sahitya Akademi Fellowship, El más alto honor conferido por la Sahitya Akademi a un escritor (es la primera persona en obtener este premio)
- 1975: el Templeton Prize en 1975, unos meses antes de su muerte, por abogar por la no agresión y transmitir "una realidad universal de Dios que abarcaba el amor y la sabiduría para todas las personas.[24]  Donó el importe íntegro del Premio Templeton a la Universidad de Oxford.
- 1989: institución de las Becas Radhakrishnan por la Universidad de Oxford en memoria de Radhakrishnan. Posteriormente, las becas pasaron a denominarse «Radhakrishnan Chevening Scholarships».[25]
- Fue nominado dieciséis veces para el Premio Nobel de Literatura, y once veces para el Premio Nobel de la Paz.[26][27]